# Europäischer Fonds für die Anpassung an die Globalisierung
Der Europäische Fonds für die Anpassung an die Globalisierung (EGF), kurz auch Globalisierungsfonds genannt, ist ein Finanzinstrument der Europäischen Union (EU) zur einmaligen, zeitlich begrenzten Unterstützung von Arbeitnehmern in Regionen und Branchen, „die aufgrund weit reichender Strukturveränderungen im Welthandelsgefüge aufgrund der Globalisierung arbeitslos geworden sind.“ Der Globalisierungsfonds ergänzte die Europäischen Sozialfonds (ESF) und das von 2007 bis 2013 laufende PROGRESS-Programm der EU.
Der Globalisierungsfonds wurde durch die Verordnung (EG) Nr. 1927/2006 vom 20. Dezember 2006 auf Grundlage des Art. 159 Unterabsatz 3 des EG-Vertrages (des heutigen Art. 175 UAbs. 3 AEU-Vertrag) errichtet und trat zum 19. Januar 2007 in Kraft. Er wird jährlich mit bis zu 500 Millionen Euro ausgestattet, die zur beruflichen Wiedereingliederung verwendet werden sollen. Von diesen Mitteln konnten nach Schätzungen rund 35.000 bis 50.000 Arbeitnehmer profitieren. Die Nachfolge-Verordnung (EU) Nr. 1309/2013 wurde durch die Verordnung (EU) Nr. 2021/691 aufgehoben. Diese setzt die Hilfe für die Anpassung an die Globalisierung zugunsten entlassener Arbeitnehmer fort.
Aus dem Fonds werden Maßnahmen finanziert, die bei der Arbeitssuche unterstützen, individuell angepasste Weiterbildungsmaßnahmen, Schritte in die Selbständigkeit und Unternehmensgründungen, Mobilitätsbeihilfen, Beihilfen für benachteiligte oder ältere Arbeitnehmer, damit diese weiter bzw. wieder dem Arbeitsmarkt zur Verfügung stehen sowie andere vorübergehende „Ergänzungszahlungen“.
Die Mittel des Fonds muss von den EU-Mitgliedstaaten beantragt werden und wurden nur für Fälle von mindestens 1.000 Entlassungen freigegeben.
Deutschland hat erstmals 2007 einen Förderantrag gestellt. Er betraf die von der Insolvenz des Unternehmens BenQ betroffenen Arbeitnehmer. Die EU hat darauf insgesamt rund 12,7 Millionen Euro aus dem Fonds bewilligt.
Im Jahr 2011 erhalten ehemalige Mitarbeiter der Heidelberger Druckmaschinen AG aus dem EGF über acht Millionen Euro Hilfe für Weiterbildung und Jobsuche. Die Auftragslage des Unternehmens war infolge der Wirtschafts- und Finanzkrise eingebrochen.